# Gyles Brandreth
Gyles Brandreth, né le 8 mars 1948 à Wuppertal, Allemagne, est un homme politique et un écrivain britannique, auteur de romans policiers.

## Biographie
Ses parents s'installent en Angleterre, à Londres, alors qu'il n'a que trois ans. Il fait ses études dans des établissements privés réputés et s'inscrit à l'université d'Oxford, où il devient rédacteur en chef d'un magazine. Après l'obtention de ses diplômes, il exerce la profession de producteur pour le théâtre, puis de journaliste. Il épouse Michèle Brown en 1973 et, à la même époque, commence à participer à des émissions radiophoniques en tant qu'animateur, comédien et auteur. Depuis les années 1990, il est également animateur à la télévision. S'engageant en politique, il est député conservateur au Parlement du Royaume-Uni de 1992 à 1997.
Dans une série de whodunits, il met en scène depuis 2007 l'écrivain Oscar Wilde, qui côtoie, au fil de ses enquêtes, de nombreuses célébrités de l'époque victorienne, notamment Arthur Conan Doyle, créateur du personnage de Sherlock Holmes.
Il a également publié des ouvrages sur le jeu de scrabble, sur la famille royale britannique, ainsi qu'une biographie de l'acteur John Gielgud.

## Œuvres

### Romans

#### SérieOscar Wilde
- Oscar Wilde and the Candlelight Murders ou Oscar Wilde and a Death of No Importance (É.-U.) (2007) Publié en français sous le titre Oscar Wilde et le Meurtre aux chandelles, Paris, Éditions 10/18, 2008 ; réédition, Paris, 10/18, coll. Grands Détectives no 4108, 2009  (ISBN 978-2-264-04855-4)
- Oscar Wilde and the Ring of Death ou Oscar Wilde and a Game Called Murder (É.-U.) (2008) Publié en français sous le titre Oscar Wilde et le Jeu de la mort, Paris, Éditions 10/18, 2009 ; réédition, Paris, 10/18, coll. Grands Détectives no 4309, 2010  (ISBN 978-2-264-05110-3)
- Oscar Wilde and the Dead Man's Smile (2009) Publié en français sous le titre Oscar Wilde et le Cadavre souriant, Paris, Éditions 10/18, 2010 ; réédition, Paris, 10/18, coll. Grands Détectives no 4412, 2011  (ISBN 978-2-264-05353-4)
- Oscar Wilde and the Nest of Vipers ou Oscar Wilde and the Vampire Murders (É.-U.) (2010) Publié en français sous le titre Oscar Wilde et le Nid de vipères, Paris, 10/18, coll. Grands Détectives no 4482, 2011  (ISBN 978-2-264-05124-0)
- Oscar Wilde and the Vatican Murders (2011) Publié en français sous le titre Oscar Wilde et les Crimes du Vatican, Paris, 10/18, coll. Grands Détectives no 4558, 2011  (ISBN 978-2-264-05125-7)
- Oscar Wilde and the Murders at Reading Gaol (2012) Publié en français sous le titre Oscar Wilde et le Mystère de Reading, Paris, 10/18, coll. Grands Détectives, 2013  (ISBN 978-2264051264)

### Autre roman
- Jack the Ripper: Case Closed (2017)

### Autres publications
- The Joy of Lex: How to Have Fun with 860,341,500 Words (1980)
- The Book of Mistaikes (1982) Publié en français sous le titre Farces, blagues et tours..., Paris, Chantecler, 1983
- The Scrabble Brand Puzzle Book (1984)
- A Guide to Playing the Scrabble Brand Crossword Game (1985)
- The Great Book of Optical Illusions (1985)
- The Scrabble Companion (1988), en collaboration avec Darryl Francis
- World Championship Scrabble (1992), en collaboration avec Darryl Francis
- Under the Jumper: Autobiographical Excursions (1993)
- Venice Midnight (1999)
- Breaking the Code: Westminster Diaries, 1992-97 (1999)
- Brief Encounters: Meetings with Remarkable People (2001)
- John Gielgud: An Actor's Life (2001)
- The Biggest Kids Joke Book Ever! (2002)
- The Joy of Lex: An Amazing and Amusing Z to A and A to Z of Words (2002)
- The Word Book (2002)
- Philip and Elizabeth: Portrait of a Marriage (2004)
- Charles and Camilla: Portrait of a Love Affair (2005)
- The 7 Secrets of Happiness (2013)

## Télévision
Gyles Brandreth a souvent participé au jeu télévisé Countdown.
Il apparaît brièvement dans l'épisode The Final Countdown de la série télévisée The IT Crowd dans son propre rôle, parodiant ses interventions dans Countdown.